# Melete
Genre
Le genre Melete regroupe des lépidoptères (papillons) de la famille des Pieridae, de la tribu des Pierini, sous-trubi des Aporiina.

## Dénomination
- Le genre a été décrit par William Swainson, en 1831[1].
- L'espèce type est Pieris limnoria (Godart)

### Synonymie
- Daptonoura (Butler, 1869) [2]
- Daptoneura mauvaise orthographe [3]
- Daptonura mauvaise orthographe [4]

## Répartition
Ils résident tous en Amérique, Amérique du Sud et Amérique centrale (et Melete salacia au Mexique et à Cuba).

## Taxinomie
Liste des espèces :
- Melete donata (Fruhstorfer, 1907)
- Melete florinda (Butler, 1875)
- Melete leucadia (C. & R. Felder, 1862)
- Melete leucanthe (C. & R. Felder, 1861)
- Melete luisella (Fruhstorfer, 1907)
- Melete lycimnia (Cramer, 1777)
- Melete peruviana (Lucas, 1852)
- Melete polyhymnia (Felder et Felder, 1865)
- Melete salacia (Godart 1819)

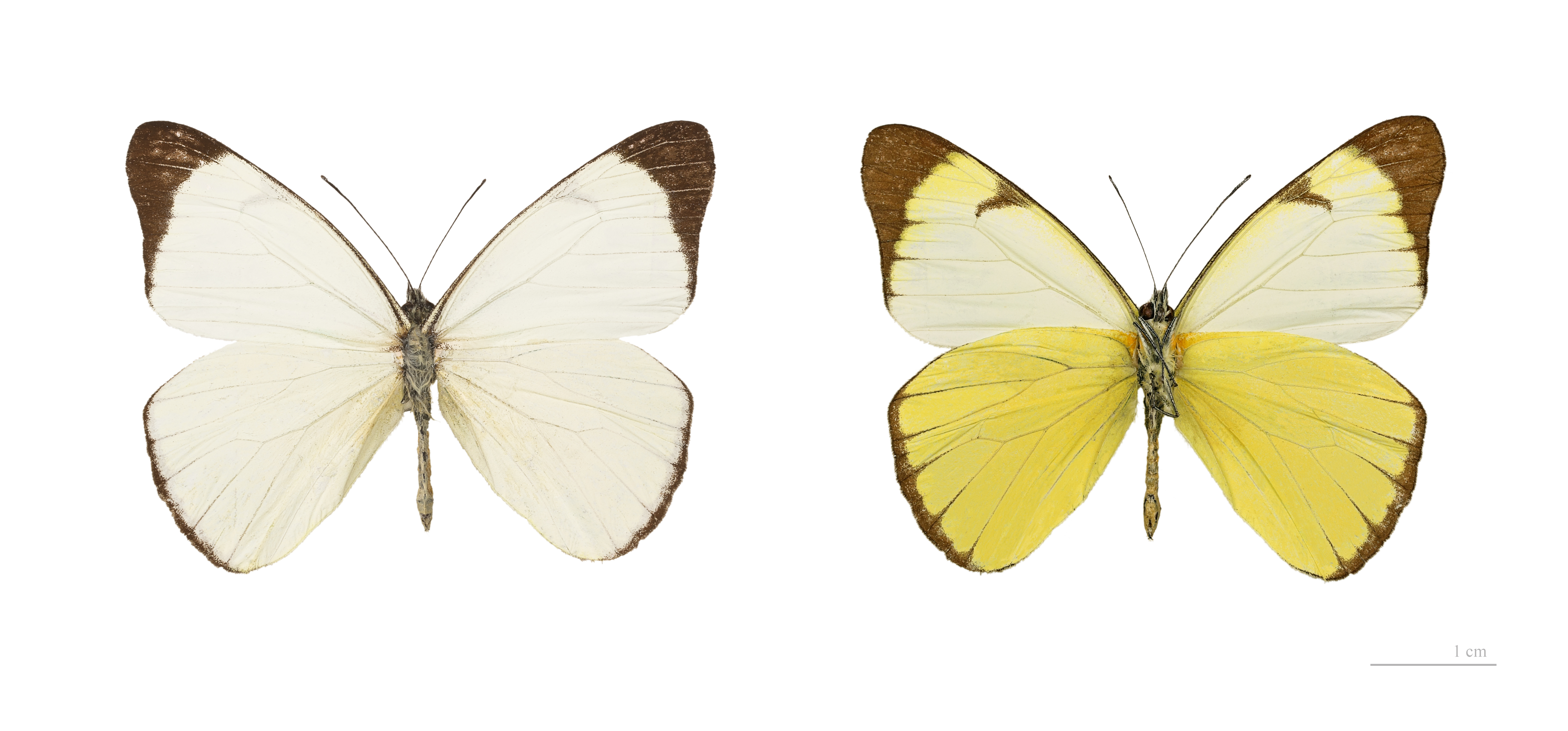
Melete leucadia